# Thyrosticta confluens
Thyrosticta confluens là một loài bướm đêm thuộc phân họ Arctiinae, họ Erebidae.